# Marcelo Saralegui
Marcelo Saralegui Arregín (Montevideo, 18 maggio 1971) è un allenatore di calcio ed ex calciatore uruguaiano, di ruolo centrocampista.
Saralegui cresce nelle giovanili del Nacional, arrivando in prima squadra nel 1989 e giocando per quattro anni a Montevideo, conquistando un titolo nel 1992. Nell'estate del 1992, il ventiduenne uruguaiano è acquistato dal Torino di Moggi in cambio di 7,5 miliardi di lire, una cifra spropositata per un giocatore semisconosciuto: in seguito a un'inchiesta della guardia di finanza, si scopre che l'ingaggio di Saralegui al Torino serviva a coprire parte di quello di Aguilera, attaccante uruguaiano arrivato nella stessa sessione di mercato dal Genoa. Dopo due anni di panchina, viste le scarse qualità tecniche del centrocampista, il Torino lo spedisce a costo zero al Nacional: tornato in patria, il club di Montevideo lo gira subito in prestito agli argentini del Racing de Avellaneda, dove trova un posto da titolare: 33 presenze e 5 gol prima di trasferirsi al Colon, restando nella massima divisione argentina. Segna 11 gol nella prima stagione, altri 10 nella seconda e gioca un altro paio d'anni nel club di Santa Fe, prima di fare ritorno ad Avellaneda, prima all'Independiente poi al Racing. Infine, nel 2001, torna nuovamente in patria, giocando in prima categoria con Nacional e Felix Montevideo prima di terminare la carriera nel 2004 dopo aver giocato l'ultima stagione all'Uruguay Montevideo, club di seconda serie.
Tra il 1993 e il 1997 è stato convocato in Nazionale con l'Uruguay: è sceso in campo in 33 occasioni, segnando 6 gol, giocando tre edizioni della Copa América e vincendo quella del 1995.

## Caratteristiche tecniche
Centrocampista offensivo, descritto anche come un mediano capace di andare spesso in gol, che può essere schierato anche come esterno su entrambe le fasce, secondo gli addetti ai lavori è un calciatore in grado di «organizzare il gioco, segnare» e bravo anche in fase difensiva. Definito come un «fenomeno», uno dei calciatori uruguaiani più promettenti, paragonato a Igor' Šalimov, è tra le più grandi meteore del calcio italiano, inoltre sia durante sia in seguito alla sua esperienza italiana è considerato come un bidone.

## Carriera

### Club

#### Torino
Il suo procuratore, Paco Casal, gli fa fare un paio di provini all'Atlético Madrid prima e al Cagliari poi, dove viene scartato in entrambi i casi.
Nei primi giorni dell'agosto 1992, in un'operazione collegata a quella che porta a Torino l'attaccante uruguaiano Aguilera dal Genoa, è ufficializzato il passaggio di Saralegui al Torino dal Nacional per più di 5 milioni di dollari (pari a circa 7,5 miliardi di lire, secondo altre fonti invece costato 2 miliardi), prezzo troppo elevato e acquisto definito dal ds all'epoca al Torino Luciano Moggi, mentre Aguilera era arrivato ai granata in cambio di 2 miliardi di lire.
Al Torino si accorda firmando un triennale con un ingaggio pari a 600 milioni di lire l'anno. L'esperienza granata dell'uruguaiano con il tecnico Emiliano Mondonico dura 5 minuti, il tempo di giocare pochissimi minuti contro la Fiorentina e il Foggia in campionato e giocare anche qualche minuto in Coppa Italia, prima di uscire dall'organico del Torino. Esordisce il 2 settembre 1992 in Coppa Italia, giocando contro il Monza. Il debutto in campionato avviene invece il 17 gennaio 1993, a Firenze.
Nell'ottobre 1993 si apre un caso sul trasferimento dell'uruguaiano, in seguito definito anche come l'«acquisto scandalo», poiché secondo un'inchiesta della guardia di finanza, il Torino avrebbe «emesso delle fatture per 'operazioni inesistenti' e per 'false comunicazioni sociali'»: il trasferimento di Saralegui è tra i più sospetti e dall'inchiesta si scopre infatti che l'acquisto di Saralegui serviva solamente per coprire la seconda tranche del prezzo di trasferimento del connazionale Aguilera.
Il 18 dicembre 1993 il Torino lo cede a titolo definitivo al Nacional: Saralegui fa così rientro in patria.

## Statistiche

### Cronologia presenze e reti in nazionale
| Cronologia completa delle presenze e delle reti in nazionale ― Uruguay | Cronologia completa delle presenze e delle reti in nazionale ― Uruguay | Cronologia completa delle presenze e delle reti in nazionale ― Uruguay | Cronologia completa delle presenze e delle reti in nazionale ― Uruguay | Cronologia completa delle presenze e delle reti in nazionale ― Uruguay | Cronologia completa delle presenze e delle reti in nazionale ― Uruguay | Cronologia completa delle presenze e delle reti in nazionale ― Uruguay | Cronologia completa delle presenze e delle reti in nazionale ― Uruguay |
| Data                                                                   | Città                                                                  | In casa                                                                | Risultato                                                              | Ospiti                                                                 | Competizione                                                           | Reti                                                                   | Note                                                                   |
| ---------------------------------------------------------------------- | ---------------------------------------------------------------------- | ---------------------------------------------------------------------- | ---------------------------------------------------------------------- | ---------------------------------------------------------------------- | ---------------------------------------------------------------------- | ---------------------------------------------------------------------- | ---------------------------------------------------------------------- |
| 21-6-1992                                                              | Montevideo                                                             | Uruguay                                                                | 2 – 0                                                                  | Australia                                                              | Amichevole                                                             | -                                                                      |                                                                        |
| 4-7-1992                                                               | Montevideo                                                             | Uruguay                                                                | 3 – 1                                                                  | Ecuador                                                                | Amichevole                                                             | -                                                                      | 75’                                                                    |
| 1-8-1992                                                               | Montevideo                                                             | Uruguay                                                                | 2 – 1                                                                  | Costa Rica                                                             | Amichevole                                                             | -                                                                      | 82’                                                                    |
| 25-11-1992                                                             | Campina Grande                                                         | Brasile                                                                | 1 – 2                                                                  | Uruguay                                                                | Amichevole                                                             | -                                                                      |                                                                        |
| 29-11-1992                                                             | Montevideo                                                             | Uruguay                                                                | 0 – 1                                                                  | Polonia                                                                | Amichevole                                                             | -                                                                      |                                                                        |
| 20-12-1992                                                             | Montevideo                                                             | Uruguay                                                                | 1 – 4                                                                  | Germania                                                               | Amichevole                                                             | -                                                                      | 58’                                                                    |
| 16-6-1993                                                              | Ambato                                                                 | Uruguay                                                                | 1 – 0                                                                  | Stati Uniti                                                            | Coppa America 1993 - 1º turno                                          | -                                                                      |                                                                        |
| 19-6-1993                                                              | Ambato                                                                 | Uruguay                                                                | 2 – 2                                                                  | Venezuela                                                              | Coppa America 1993 - 1º turno                                          | 1                                                                      |                                                                        |
| 22-6-1993                                                              | Quito                                                                  | Ecuador                                                                | 2 – 1                                                                  | Uruguay                                                                | Coppa America 1993 - 1º turno                                          | -                                                                      |                                                                        |
| 26-6-1993                                                              | Guayaquil                                                              | Colombia                                                               | 1 – 1 (5 – 3 dtr)                                                      | Uruguay                                                                | Coppa America 1993 - Quarti di finale                                  | 1                                                                      |                                                                        |
| 5-9-1993                                                               | Guayaquil                                                              | Ecuador                                                                | 0 – 1                                                                  | Uruguay                                                                | Qual. Mondiali 1994                                                    | -                                                                      | 64’                                                                    |
| 12-9-1993                                                              | Montevideo                                                             | Uruguay                                                                | 2 – 1                                                                  | Bolivia                                                                | Qual. Mondiali 1994                                                    | -                                                                      | 75’                                                                    |
| 25-6-1995                                                              | Paysandú                                                               | Uruguay                                                                | 7 – 0                                                                  | Nuova Zelanda                                                          | Amichevole                                                             | -                                                                      | 46’                                                                    |
| 28-6-1995                                                              | Rivera                                                                 | Uruguay                                                                | 2 – 2                                                                  | Nuova Zelanda                                                          | Amichevole                                                             | -                                                                      | 55’                                                                    |
| 9-7-1995                                                               | Montevideo                                                             | Uruguay                                                                | 1 – 0                                                                  | Paraguay                                                               | Coppa America 1995 - 1º turno                                          | -                                                                      | 76’                                                                    |
| 13-7-1995                                                              | Montevideo                                                             | Uruguay                                                                | 1 – 1                                                                  | Messico                                                                | Coppa America 1995 - 1º turno                                          | 1                                                                      |                                                                        |
| 16-7-1995                                                              | Montevideo                                                             | Uruguay                                                                | 2 – 1                                                                  | Bolivia                                                                | Coppa America 1995 - Quarti di finale                                  | -                                                                      | 66’                                                                    |
| 19-7-1995                                                              | Montevideo                                                             | Uruguay                                                                | 2 – 0                                                                  | Colombia                                                               | Coppa America 1995 - Semifinale                                        | -                                                                      | 84’                                                                    |
| 11-10-1995                                                             | Salvador                                                               | Brasile                                                                | 2 – 0                                                                  | Uruguay                                                                | Amichevole                                                             | -                                                                      | 85’                                                                    |
| 24-4-1996                                                              | Caracas                                                                | Venezuela                                                              | 0 – 2                                                                  | Uruguay                                                                | Qual. Mondiali 1998                                                    | -                                                                      |                                                                        |
| 2-6-1996                                                               | Montevideo                                                             | Uruguay                                                                | 0 – 2                                                                  | Paraguay                                                               | Qual. Mondiali 1998                                                    | -                                                                      | 46’                                                                    |
| 7-7-1996                                                               | Barranquilla                                                           | Colombia                                                               | 3 – 1                                                                  | Uruguay                                                                | Qual. Mondiali 1998                                                    | -                                                                      | 69’                                                                    |
| 8-10-1996                                                              | Montevideo                                                             | Uruguay                                                                | 1 – 0                                                                  | Bolivia                                                                | Qual. Mondiali 1998                                                    | -                                                                      | 82’                                                                    |
| 12-11-1996                                                             | Santiago del Cile                                                      | Cile                                                                   | 1 – 0                                                                  | Uruguay                                                                | Qual. Mondiali 1998                                                    | -                                                                      | 68’                                                                    |
| 15-12-1996                                                             | Montevideo                                                             | Uruguay                                                                | 2 – 0                                                                  | Perù                                                                   | Qual. Mondiali 1998                                                    | -                                                                      | 85’                                                                    |
| 12-2-1997                                                              | Quito                                                                  | Ecuador                                                                | 4 – 0                                                                  | Uruguay                                                                | Qual. Mondiali 1998                                                    | -                                                                      | 63’                                                                    |
| 2-4-1997                                                               | Montevideo                                                             | Uruguay                                                                | 3 – 1                                                                  | Venezuela                                                              | Qual. Mondiali 1998                                                    | -                                                                      |                                                                        |
| 12-6-1997                                                              | Montevideo                                                             | Uruguay                                                                | 0 – 1                                                                  | Perù                                                                   | Coppa America 1997 - 1º turno                                          | -                                                                      |                                                                        |
| 15-6-1997                                                              | Sucre                                                                  | Uruguay                                                                | 2 – 0                                                                  | Venezuela                                                              | Coppa America 1997 - 1º turno                                          | 1                                                                      |                                                                        |
| 18-6-1997                                                              | La Paz                                                                 | Bolivia                                                                | 1 – 0                                                                  | Uruguay                                                                | Coppa America 1997 - 1º turno                                          | -                                                                      | 77’                                                                    |
| 20-7-1997                                                              | La Paz                                                                 | Bolivia                                                                | 1 – 0                                                                  | Uruguay                                                                | Qual. Mondiali 1998                                                    | -                                                                      |                                                                        |
| 10-9-1997                                                              | Lima                                                                   | Perù                                                                   | 2 – 1                                                                  | Uruguay                                                                | Qual. Mondiali 1998                                                    | -                                                                      | 68’                                                                    |
| 16-11-1997                                                             | Maldonado                                                              | Uruguay                                                                | 5 – 3                                                                  | Ecuador                                                                | Qual. Mondiali 1998                                                    | 2                                                                      |                                                                        |
| Totale                                                                 |                                                                        | Presenze                                                               | 33                                                                     |                                                                        | Reti                                                                   | 6                                                                      |                                                                        |

## Palmarès

### Club

#### Competizioni nazionali
- Campionato uruguaiano: 2

Nacional: 1992, 2001
- Copa Artigas: 2

Nacional: 1990, 1992
- Coppa Italia: 1

Torino: 1992/1993

### Nazionale
- Coppa America: 1

1995